# مایکل فالکنمایر
مایکل فالکنمایر (انگلیسی: Michael Falkenmayer؛ زادهٔ ۲۶ نوامبر ۱۹۸۲) بازیکن فوتبال اهل آلمان است.
از باشگاه‌هایی که در آن بازی کرده‌است می‌توان به باشگاه فوتبال ماینتس ۰۵ اشاره کرد.